# Lunin mrk novembra 2021
V petek, 19. novembra 2021, se bo zgodil delni lunin mrk.

## Vidnost
V petek, 19. novembra 2021, bo viden bo čez Azijo, Avstralijo in Ameriki, v četrtek, 18. novembra 2021, pa bo viden čez nekaj delov Aljaske in Havajev.
|  |  |

## Povezani mrki

### Mrki leta 2021
- Popolni lunin mrk 26. maja.
- Kolobarjasti sončev mrk 10. junija.
- Delni lunin mrk 19. novembra.
- Popolni sončev mrk 4. decembra.

### Serije lunarnega leta
| Lunini mrki 2020-2023 | Lunini mrki 2020-2023 | Lunini mrki 2020-2023 | Lunini mrki 2020-2023 | Lunini mrki 2020-2023 | Lunini mrki 2020-2023 | Lunini mrki 2020-2023 | Lunini mrki 2020-2023 | Lunini mrki 2020-2023 |
| --------------------- | --------------------- | --------------------- | --------------------- | --------------------- | --------------------- | --------------------- | --------------------- | --------------------- |
| Padni vozel           | Padni vozel           | Padni vozel           | Padni vozel           |                       | Dvižni vozel          | Dvižni vozel          | Dvižni vozel          | Dvižni vozel          |
| Saros                 | Datum                 | Prikaz                | Gama                  | Saros                 | Datum                 | Prikaz                | Gama                  |                       |
| 111                   | 5. jun 2020           | Polsenčni             | 1,24063               | 116                   | 30. nov 2020          | Polsenčni             | -1,13094              |                       |
| 121                   | 26. maj 2021          | Popolni               | 0,47741               | 126                   | 19. nov 2021          | Delni                 | -0,45525              |                       |
| 131                   | 16. maj 2022          | Popolni               | -0,25324              | 136                   | 8. nov 2022           | Popolni               | 0,25703               |                       |
| 141                   | 5. maj 2023           | Polsenčni             | -1,03495              | 146                   | 28. okt 2023          | Delni                 | 0,94716               |                       |
|                       |                       |                       |                       |                       |                       |                       |                       |                       |
| Zadnja serija         | 10. jan 2020          | 10. jan 2020          | 10. jan 2020          | Zadnja serija         | 5. jul 2020           | 5. jul 2020           | 5. jul 2020           |                       |
|                       |                       |                       |                       |                       |                       |                       |                       |                       |
| Naslednja serija      | 18. sep 2024          | 18. sep 2024          | 18. sep 2024          | Naslednja serija      | 25. mar 2024          | 25. mar 2024          | 25. mar 2024          |                       |

### Serije tritos
Serija tritos ponavlja mrke za 31 dni manj kot 11 let na izmeničnih vozlih. Zaporedni dogodki imajo zaporedne številke saroškega cikla.
Ta serija ima med 24. aprilom 1967 in 11. avgustom 2185 20 popolnih mrkov, od katerih je le en delni, ki pa je 19. novembra 2021.
| Serija tritos mrkov (podmnožica 1901–2087) | Serija tritos mrkov (podmnožica 1901–2087) | Serija tritos mrkov (podmnožica 1901–2087) | Serija tritos mrkov (podmnožica 1901–2087) | Serija tritos mrkov (podmnožica 1901–2087) | Serija tritos mrkov (podmnožica 1901–2087) | Serija tritos mrkov (podmnožica 1901–2087) |
| Padni vozel                                | Padni vozel                                | Padni vozel                                |                                            | Dvižni vozel                               | Dvižni vozel                               | Dvižni vozel                               |
| Saros                                      | Datum opazovanja                           | Karta tipa                                 | Saros                                      | Datum opazovanja                           | Karta tipa                                 |                                            |
| ------------------------------------------ | ------------------------------------------ | ------------------------------------------ | ------------------------------------------ | ------------------------------------------ | ------------------------------------------ | ------------------------------------------ |
| 115                                        | 27. okt 1901                               | Delni                                      | 116                                        | 26. sep 1912                               | Delni                                      |                                            |
| 117                                        | 26. avg 1923                               | Delni                                      | 118                                        | 26. jul 1934                               | Delni                                      |                                            |
| 119                                        | 25. jun 1945                               | Delni                                      | 120                                        | 24. maj 1956                               | Delni                                      |                                            |
| 121                                        | 24. apr 1967                               | Popolni                                    | 122                                        | 24. mar 1978                               | Popolni                                    |                                            |
| 123                                        | 20. feb 1989                               | Popolni                                    | 124                                        | 21. jan 2000                               | Popolni                                    |                                            |
| 125                                        | 21. dec 2010                               | Popolni                                    | 126                                        | 19. nov 2021                               | Delni                                      |                                            |
| 127                                        | 18. okt 2032                               | Popolni                                    | 128                                        | 19. sep 2043                               | Popolni                                    |                                            |
| 129                                        | 18. avg 2054                               | Popolni                                    | 130                                        | 17. jul 2065                               | Popolni                                    |                                            |
| 131                                        | 17. jun 2076                               | Popolni                                    | 132                                        | 17. maj 2087                               | Popolni                                    |                                            |
| 133                                        | 15. apr 2098                               | Popolni                                    |                                            |                                            |                                            |                                            |

### Serije sarosa
Mrk je del 126. saroške serije.
126. lunarni saroški cikel, ki se ponovi na vsakih 18 let in 11 dni, ima skupno 70 luninih mrkov, med katerimi je tudi 14 popolnih luninih mrkov. S tem sarosom se na 9 let in 5,5 dni prepleta tudi 133. sončev saros, ki se menjava.
Prvi polsenčni lunin mrk: 18. julij 1228
Prvi delni lunin mrk: 24. marec 1625
Prvi popolni lunin mrk: 19. junij 1769
Prvi središčni mrk: 11. julij 1805
Najdaljši mrk 126. luninega sarosa: 13. avgust 1859, trajal je 106 minut
Zadnji središčni lunin mrk: 26. september 1931
Zadnji popolni lunin mrk: 9. november 2003
Zadnji delni lunin mrk: 5. junij 2346
Zadnji polsenčni lunin mrk: 19. avgust 2472
1901-2100
15. september 1913
26. september 1931
7. oktober 1949
18. oktober 1967
28. oktober 1985
9. november 2003
19. november 2021
30. november 2039
11. december 2057
22. december 2075
1. januar 2094

### Polovični saroški cikel
Obstajata dva sončeva mrka, ki bosta pred in za tem mrkom oddaljena za 9 let in 5,5 dni (polovični saros). Ta lunin mrk je povezan z dvema popolnima sončevima mrkoma iz 133. sončevega sarosa.
| 13. november 2012 | 25. november 2030 |
| ----------------- | ----------------- |
|                   |                   |